# Phú Nhuận (quận)
Phú Nhuận là một quận cũ nội thành cũ thuộc Thành phố Hồ Chí Minh, Việt Nam.

## Địa lý
Quận Phú Nhuận có vị trí địa lý:
- Phía đông giáp quận Bình Thạnh
- Phía tây giáp quận Tân Bình
- Phía nam giáp Quận 1 và Quận 3
- Phía bắc giáp quận Gò Vấp.

Quận có diện tích 4,86 km², dân số năm 2019 là 163.961 người, mật độ dân số đạt 33.737 người/km².

## Lịch sử

### Thời phong kiến
Thôn Phú Nhuận được xem là thành lập từ năm 1698 và được ghi nhận trong danh sách làng xã theo Gia Định thành thông chí của Trịnh Hoài Đức, lúc đó thuộc tổng Bình Trị, huyện Bình Dương, phủ Tân Bình, trấn Phiên An. Dân cư quy tụ về Phú Nhuận, phần lớn thuộc gia đình binh sĩ vào đóng ở trấn Phiên An, hoặc di dân từ Đàng Ngoài vào. Tên "Phú Nhuận" (chữ Hán: 富潤) hàm nghĩa mong muốn thêm giàu có trù phú của những người lưu dân.
Giữa thế kỷ 19, thôn Phú Nhuận phát triển, trở thành làng. Làng Phú Nhuận thuộc huyện Bình Dương, phủ Tân Bình, tỉnh Gia Định. Làng Phú Nhuận liên tục phát triển trở thành một làng lớn của phủ Tân Bình .

### Thời Pháp thuộc

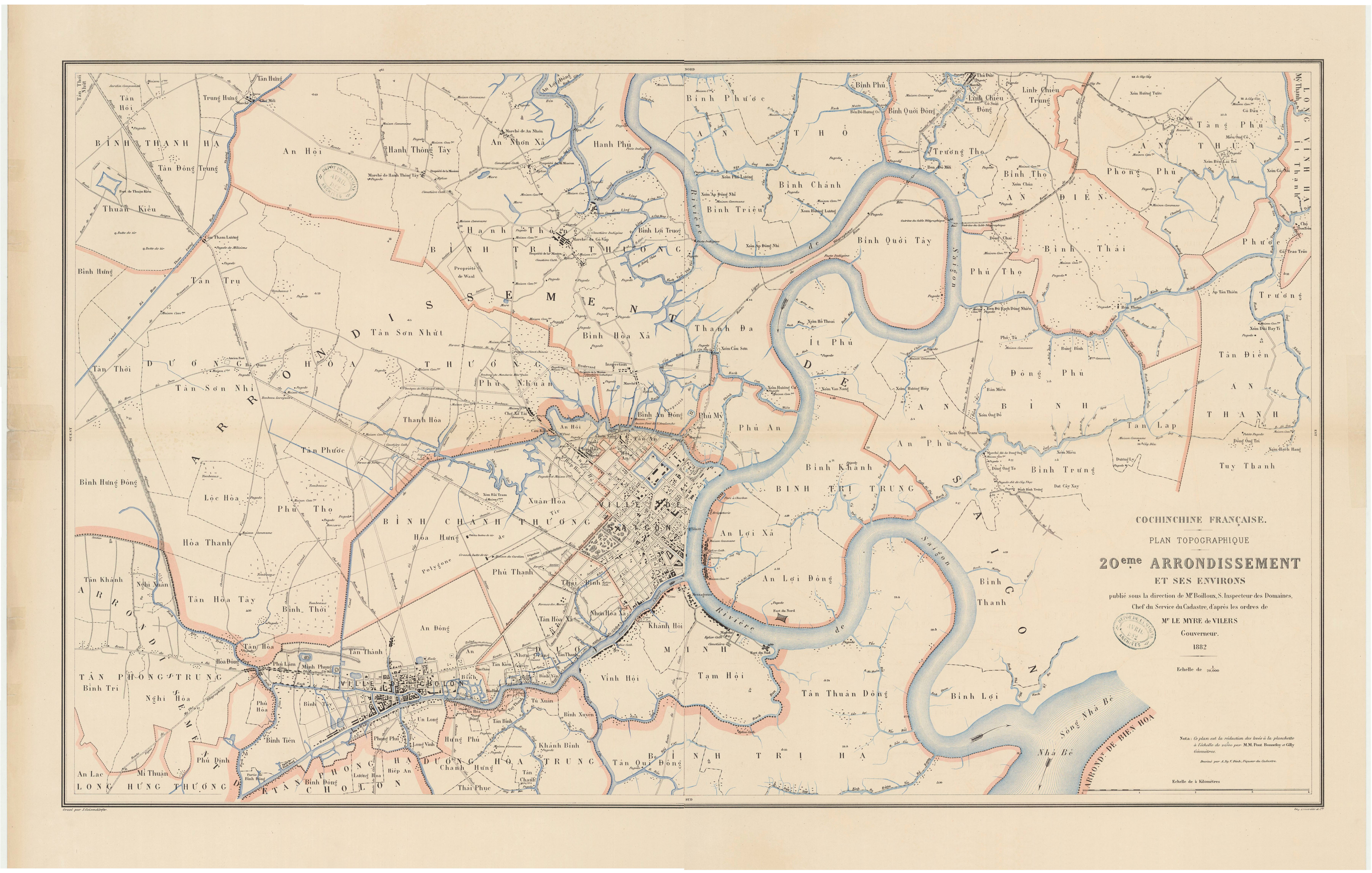
Bản đồ Hạt 20, một đơn vị hành chính do Thống đốc Nam Kỳ quyết định thành lập vào năm 1880. Phú Nhuận bấy giờ là một làng thuộc tổng Dương Hòa Thượng.

Ngày 1 tháng 1 năm 1911, tỉnh Gia Định chia thành bốn quận: Thủ Đức, Nhà Bè, Gò Vấp và Hóc Môn. Làng Phú Nhuận thuộc tổng Dương Hòa thượng, quận Gò Vấp.
Ngày 11 tháng 5 năm 1944, Toàn quyền Đông Dương ký nghị định tách một số vùng (nằm kế cận Khu Sài Gòn - Chợ Lớn) của tỉnh Gia Định để lập tỉnh Tân Bình. Tỉnh lỵ tỉnh Tân Bình đặt tại làng Phú Nhuận. Tỉnh Tân Bình khi đó có duy nhất một quận là quận Châu Thành (lập ngày 19 tháng 9 năm 1944).
Tỉnh Tân Bình tồn tại đến tháng 08 năm 1945 thì giải thể. Làng Phú Nhuận trở lại thuộc tổng Dương Hòa thượng, quận Gò Vấp, tỉnh Gia Định cho đến năm 1956.

### Thời Việt Nam Cộng hòa
Sau năm 1956, các làng gọi là xã, trong đó có xã Phú Nhuận.
Theo Nghị định số 138-BNV/HC/NĐ ngày 29 tháng 4 năm 1957 của Bộ trưởng Bộ Nội vụ Việt Nam Cộng hòa, cắt tổng Dương Hòa Thượng (gồm bảy xã, trong đó có xã Phú Nhuận) của quận Gò Vấp, lập nên quận Tân Bình mới thuộc tỉnh Gia Định. Quận lỵ quận Tân Bình đặt tại xã Phú Nhuận cho đến năm 1975.
Từ năm 1962 chính quyền Việt Nam Cộng hòa bỏ dần, đến năm 1965 bỏ hẳn cấp hành chính tổng. Khi đó, xã Phú Nhuận trực tiếp thuộc quận Tân Bình, tỉnh Gia Định. Xã Phú Nhuận gồm 8 ấp: Đông Nhứt, Đông Nhì, Đông Ba, Trung Nhứt, Trung Nhì, Tây Nhứt, Tây Nhì và Tây Ba.

### Từ năm 1975 đến nay
Sau khi Chính phủ Cách mạng lâm thời Cộng hòa Miền Nam Việt Nam tiếp quản Đô thành Sài Gòn và các vùng lân cận vào ngày 30 tháng 4 năm 1975, ngày 3 tháng 5 năm 1975 thành phố Sài Gòn - Gia Định được thành lập. Theo nghị quyết ngày 9 tháng 5 năm 1975 của Ban Chấp hành Đảng bộ Đảng Lao động Việt Nam thành phố Sài Gòn - Gia Định, xã Phú Nhuận cũ được tách ra khỏi quận Tân Bình để thành lập quận Phú Nhuận trực thuộc thành phố Sài Gòn - Gia Định. Đồng thời, quận Phú Nhuận chuyển 08 ấp cũ thành 08 phường trực thuộc: Đông Nhất, Đông Nhì, Đông Ba, Trung Nhất, Trung Nhì, Tây Nhất, Tây Nhì và Tây Ba.
Ngày 20 tháng 5 năm 1976, tổ chức hành chánh thành phố Sài Gòn - Gia Định được sắp xếp lần hai (theo quyết định số 301/UB ngày 20 tháng 5 năm 1976 của Ủy ban Nhân dân Cách mạng thành phố Sài Gòn - Gia Định). Theo đó, vẫn giữ nguyên quận Phú Nhuận cũ có từ năm 1975. Lúc này, các phường cũ đều giải thể, lập các phường mới có diện tích, dân số nhỏ hơn và mang tên số. Quận Phú Nhuận có 17 phường, đánh số từ 1 đến 17.
Ngày 2 tháng 7 năm 1976, Quốc hội nước Cộng hòa Xã hội chủ nghĩa Việt Nam khoá VI, kỳ họp thứ 1 chính thức đổi tên thành phố Sài Gòn - Gia Định thành Thành phố Hồ Chí Minh. Quận Phú Nhuận trở thành quận trực thuộc Thành phố Hồ Chí Minh.
Ngày 26 tháng 8 năm 1982, theo Quyết định số 147-HĐBT của Hội đồng Bộ trưởng về việc giải thể 2 phường: 6 và 16, địa bàn các phường giải thể nhập vào các phường kế cận, theo đó: giải thể Phường 6 để sáp nhập vào Phường 7 và giải thể Phường 16 để sáp nhập vào Phường 15.
Ngày 9 tháng 12 năm 2020, Ủy ban thường vụ Quốc hội ban hành Nghị quyết 1111/NQ-UBTVQH14 (nghị quyết có hiệu lực từ ngày 1 tháng 1 năm 2021). Theo đó, sáp nhập Phường 12 vào Phường 11 và sáp nhập Phường 14 vào Phường 13.
Ngày 14 tháng 11 năm 2024, Ủy ban Thường vụ Quốc hội ban hành Nghị quyết số 1278/NQ-UBTVQH15 (nghị quyết có hiệu lực từ ngày 1 tháng 1 năm 2025). Theo đó, sáp nhập Phường 3 vào Phường 4 và sáp nhập Phường 17 vào Phường 15.
Trước khi bị giải thể, Quận Phú Nhuận có 11 phường.

### Thông tin thêm về các phường
Ngày 16 tháng 6 năm 2025, Ủy ban Thường vụ Quốc hội ban hành Nghị quyết số 1685/NQ-UBTVQH15 (áp dụng từ ngày 30 tháng 6 năm 2025). Theo đó, giải thể quận Phú Nhuận và sắp xếp lại các phường mới cụ thể như sau:
- Phường Đức Nhuận sáp nhập từ các phường 4, 5 và 9.
- Phường Cầu Kiệu sáp nhập từ các phường 1, 2, 7 và một phần của phường 15.
- Phường Phú Nhuận sáp nhập từ các phường 8, 10, 11, 13 và một phần của phường 15.

## Hành chính
| Phường (11) |      |
| Phường 1    | 0,20 |
| Phường 2    | 0,37 |
| Phường 4    | 0,46 |
| Phường 5    | 0,30 |
| Phường 7    | 0,43 |

| Tên           | Diện tích (km²) |
| ------------- | --------------- |
| Phường 8      | 0,30            |
| Phường 9      | 1,40            |
| Phường 10     | 0,33            |
| Phường 11 (c) | 0,39            |
| Phường 13     | 0,29            |
| Phường 15     | 0,38            |

Phường 11 là nơi đặt trụ sở Ủy ban nhân dân và các cơ quan hành chính của quận.

## Đường phố
| Bùi Văn Thêm Cao Thắng Cầm Bá Thước Chiến Thắng Cô Bắc Cô Giang Cù Lao Duy Tân Đào Duy Anh Đào Duy Từ Đặng Thai Mai Đặng Văn Ngữ Đặng Văn Sâm Đoàn Thị Điểm Đỗ Tấn Phong Hoa Cau Hoa Cúc | Hoa Đào Hoa Giấy Hoa Hồng Hoa Huệ Hoa Lan Hoa Lài Hoa Mai Hoa Phượng Hoa Sứ Hoa Sữa Hoa Thị Hoa Trà Hoàng Diệu Hoàng Minh Giám Hoàng Văn Thụ Hồ Biểu Chánh Hồ Văn Huê | Hồng Hà Huỳnh Văn Bánh Ký Con Lam Sơn Lê Tự Tài Lê Văn Sỹ Mai Văn Ngọc Mai Văn Nguyễn Nguyễn Công Hoan Nguyễn Đình Chính Nguyễn Đình Chiểu Nguyễn Kiệm Nguyễn Thị Huỳnh Nguyễn Thượng Hiền Nguyễn Trọng Tuyển Nguyễn Văn Đậu Nguyễn Văn Trỗi | Nhiêu Tứ Phan Đăng Lưu Phan Đình Phùng Phan Tây Hồ Phan Xích Long Phổ Quang Phùng Văn Cung Thích Quảng Đức Trần Cao Vân Trần Huy Liệu Trần Hữu Trang Trần Kế Xương Trần Khắc Chân Trần Quang Diệu Trương Quốc Dung Trường Sa Vũ Huy Tấn |

### Tên đường Phú Nhuận trước năm 1975
- Đại lộ Võ Tánh nay là đường Hoàng Văn Thụ.
- Đại lộ Chi Lăng nay là đường Phan Đăng Lưu.
- Đại lộ Võ Di Nguy nay là đường Phan Đình Phùng và Nguyễn Kiệm.
- Đại lộ Cách Mạng 1 tháng 11 nay là đường Nguyễn Văn Trỗi.
- Đường Thái Lập Thành nay là đường Phan Xích Long.
- Đường Nguyễn Huỳnh Đức nay là đường Huỳnh Văn Bánh.
- Đường Trương Minh Ký nay là đường Lê Văn Sỹ.
- Đường Nguyễn Minh Chiếu nay là đường Nguyễn Trọng Tuyển.
- Đường Ngô Tùng Châu nay là đường Nguyễn Văn Đậu.
- Đường Trương Tấn Bửu nay là đường Trần Huy Liệu.
- Đường Minh Mạng nay là đường Nguyễn Đình Chính.
- Đường Thiệu Trị nay là đường Trần Hữu Trang.
- Đường Huỳnh Quang Tiên nay là đường Đặng Văn Ngữ.
- Đường Tự Đức nay là đường Nguyễn Thị Huỳnh.
- Đường Nguyễn Huệ nay là đường Thích Quảng Đức.
- Đường Trịnh Minh Thế nay là đường Cầm Bá Thước.
- Đường Lê Hữu Từ nay là đường Chiến Thắng.
- Đường Hải Nam 2 nay là đường Đặng Thai Mai.
- Đường Cư Xá Chu Mạnh Trinh nay là đường Đoàn Thị Điểm.
- Đường Phan Thanh Giản nay là đường Hoàng Minh Giám.
- Đường Lê Tự Tài nay là đường Mai Văn Ngọc.
- Đường Hải Nam nay là đường Nguyễn Công Hoan.
- Đường Suối Đen nay là đường Phùng Văn Cung.

## Kinh tế
Cơ cấu kinh tế quận phát triển theo xu hướng dịch vụ thương mại, công nghiệp và tiểu thủ công nghiệp. Các loại hình dịch vụ cao cấp như tài chính, tín dụng, văn phòng cho thuê, nhà ở cao cấp, dịch vụ du lịch...đang phát triển mạnh. Về công nghiệp phát triển các ngành sản xuất sạch, kỹ thuật cao.
Định hướng quy hoạch của quận là điều chỉnh quy hoạch theo hướng giảm mật độ, tăng chiều cao, dành đất phát triển hạ tầng xã hội. Trong đó, ưu tiên xây dựng nhà cao tầng, kết hợp chức năng ở và các loại hình dịch vụ qua việc kết hợp quy hoạch đồng bộ giữa công tác chỉnh trang giải tỏa xây dựng mới và phát triển mạng lưới giao thông.
Trung tâm hành chính của quận Phú Nhuận tập trung chủ yếu trên trục đường Nguyễn Văn Trỗi. Ngoài ra, các trung tâm giao dịch, dịch vụ và thương mại tập trung phát triển theo các tuyến đường chính như Nguyễn Văn Trỗi, Phan Xích Long, Hoàng Văn Thụ đến Phan Đăng Lưu, và từ Nguyễn Kiệm đến Phan Đình Phùng.

## Văn hóa & Xã hội
Trên địa bàn Phú Nhuận, từng quy tụ đến 72 chùa ở thế kỉ 19, con số đến ngày hôm này vẫn còn tồn tại. Ngoài ra, quận cũng là nơi được nhiều vị công thần triều Nguyễn, như Phan Tấn Huỳnh, Trương Tấn Bửu, Võ Tánh, Võ Di Nguy chọn làm chỗ an nghỉ. Ngoài ra, nhiều nơi, đã được công nhận di tích lịch sử như:
- Di tích Quốc gia Đình Phú Nhuận (18 Mai Văn Ngọc, phường 10)
- Di tích Quốc gia lăng Trương Tấn Bửu (41 Nguyễn Thị Huỳnh, phường 8)
- Di tích Quốc gia lăng Võ Di Nguy (19 Cô Giang, phường 2)
- Di tích lăng Võ Tánh (hẻm 19 Hồ Văn Huê, phường 9)
- Di tích mộ Phan Tấn Huỳnh (hẻm 108 Huỳnh Văn Bánh, phường 12)
- Di tích Phước Kiến Nghĩa Từ (đường Hoàng Minh Giám, phường 9)
- Di tích nhà số 87A Trần Kế Xương (87A Trần Kế Xương, phường 7)
- Di tích chùa Từ Vân (62 Phan Xích Long phường 1)
- Di tích đền Hùng Vương (261/3 Cô Giang, phường 1)
- Di tích chùa Phú Long (58 Huỳnh Văn Bánh, phường 15)

## Giáo dục

### Các cơ sở giáo dục đại học
| Tên                                         | Địa chỉ                       | Website | Ghi chú              |
| ------------------------------------------- | ----------------------------- | ------- | -------------------- |
| Đại học Kinh tế Thành phố Hồ Chí Minh       | 1A Hoàng Diệu, Phường 10      |         | Cơ sở H              |
| Học viện Hàng không Việt Nam                | 104 Nguyễn Văn Trỗi, Phường 8 |         | Trụ sở chính         |
| Trường Đại học Tài chính – Marketing        | 778 Nguyễn Kiệm, Phường 4     |         | Trụ sở chính         |
| Trường Đại học Y Dược Thành phố Hồ Chí Minh | 221B Hoàng Văn Thụ, Phường 8  |         | Khoa Y học cổ truyền |

### Trường cao đẳng
| Tên                               | Địa chỉ                        | Website       | Ghi chú      |
| --------------------------------- | ------------------------------ | ------------- | ------------ |
| Trường Cao đẳng FPT Polytechnic   | 778/B1 Nguyễn Kiệm, Phường 4   |               | Cơ sở TPHCM  |
| Trường Cao đẳng Kinh tế đối ngoại | 287 Phan Đình Phùng, Phường 15 |               | Trụ sở chính |
| Trường Cao đẳng Kinh tế đối ngoại | 269 Phan Xích Long, Phường 2   | Cơ sở đào tạo |              |

### Trường Trung học phổ thông (THPT)
| Tên                                      | Địa chỉ                       | Website                    | Ghi chú         |
| ---------------------------------------- | ----------------------------- | -------------------------- | --------------- |
| Trường THCS và THPT Đăng Khoa (tư thục)  | 72 Đặng Văn Ngữ, Phường 10    |                            | Cơ sở 2         |
| Trường THPT Hàn Thuyên (công lập)        | 37 Đặng Văn Ngữ, Phường 10    | [ 11 ]                     |                 |
| Trường THPT Phú Nhuận (công lập)         | 5 Hoàng Minh Giám, Phường 9   |                            |                 |
| Trường TH - THCS - THPT Nam Úc (tư thục) | 05 Trương Quốc Dung, Phường 8 | https://scotch-ags.edu.vn/ | Cơ sở trung tâm |

### Các trường THCS
| STT            | Tên trường                | Thành lập      | Địa chỉ        | Hiệu trưởng    | Ghi chú và Website                        |
| Quận Phú Nhuận | Quận Phú Nhuận            | Quận Phú Nhuận | Quận Phú Nhuận | Quận Phú Nhuận | Quận Phú Nhuận                            |
| -------------- | ------------------------- | -------------- | -------------- | -------------- | ----------------------------------------- |
| 1              | Trường THCS Đào Duy Anh   |                |                |                | https://thcsdaoduyanhphunhuan.hcm.edu.vn/ |
| 2              | Trường THCS Châu Văn Liêm |                |                |                | https://thcsbcchauvanliem.hcm.edu.vn/     |
| 3              | Trường THCS Độc Lập       |                |                |                | https://thcsdoclap.hcm.edu.vn/            |
| 4              | Trường THCS Cầu Kiệu      |                |                |                | https://thcscaukieu.hcm.edu.vn/           |
| 5              | Trường THCS Ngô Tất Tố    |                |                |                | https://thcsngotatto.hcm.edu.vn/          |
| 6              | Trường THCS Trần Huy Liệu |                |                |                | https://thcstranhuylieu.hcm.edu.vn/       |